# Livin’ It Up
| Оценки критиков | Оценки критиков |
| Источник        | Оценка          |
| --------------- | --------------- |
| Allmusic        | [ 1 ]           |
| Chicago Tribune | [ 2 ]           |

Livin’ It Up — студийный альбом американского кантри-певца Джорджа Стрейта, вышедший 19 марта 1991 года на лейбле MCA Records. Продюсером альбома был Джимми Боуэн и сам Стрейт. Диск дал два кантри-сингла на № 1 Hot Country Songs (Love Without End, Amen; I’ve Come to Expect It From You), причём каждый из них по 5 недель был на вершине чарта. Альбом получил положительные отзывы музыкальных критиков и он достиг № 1 в кантри-чарте Top Country Albums и № 35 в Billboard 200 (США), его тираж превысил 1 млн копий и он получил платиновый статус RIAA.

## Список композиций
1. «Someone Had to Teach You» (Harlan Howard) — 2:49
2. «Heaven Must Be Wondering Where You Are» (David Chamberlain, L. David Lewis) — 3:13
3. «I’ve Come to Expect It from You» (Buddy Cannon, Dean Dillon) — 3:45
4. «Lonesome Rodeo Cowboy» (Clay Blaker) — 4:25
5. «When You’re a Man on Your Own» (Карл Перкинс) — 2:12
6. «Drinking Champagne» (Bill Mack) — 3:35
7. «We’re Supposed to Do that Now and Then» (David Anthony, Dillon, Joseph-Nicolas-Pancrace Royer) — 2:33
8. «She Loves Me (She Don’t Love You)» (Конвей Твитти) — 2:30
9. «Love Without End, Amen» (Aaron Barker) — 3:07
10. «Stranger in My Arms» (Curtis Wayne) — 2:54

## Позиции в чартах
| Чарт (1990)                       | Высшая позиция |
| --------------------------------- | -------------- |
| U.S. Billboard Top Country Albums | 1              |
| U.S. Billboard 200                | 35             |